# PFIQ
PFIQ ist die Abkürzung für Piercing Fans International Quarterly, das weltweit erste Piercing-Magazin.

## Geschichte
Die erste Ausgabe des Magazins wurde von Jim Ward 1977 herausgegeben und später unter der Ägide von Gauntlet (US-Piercingschmuck-Hersteller, Jim Ward war Inhaber) publiziert. Im Dezember 1998 musste Gauntlet Konkurs anmelden, und das war auch das Ende für das PFIQ.
Die ersten Ausgaben des PFIQ waren schwarz-weiß und nur wenige Seiten dick. Das Magazin wuchs aber stetig und bekam erst im Mittelteil und Umschlag (mit der Ausgabe 15) Farbe und später in größerem Umfang in hochwertigem Druck. Die Publikation war das wichtigste Medium im Bereich des Bodypiercing seiner Zeit und hatte prägenden Einfluss auf die Entwicklung dieses Bereiches. Mit zahlreichen Bildern und auch der Artikelreihe „Pierce with a Pro“ (Piercen mit den Profis) ist es eine Quelle, auf die noch heute viele Piercer mit ihren Wurzeln zurückgehen.

## Inhalte
Neben Bildern, Interviews und technischen Anleitungen und Details zum Vorgang des Piercens erschienen im Magazin ebenfalls Kurzgeschichten und Kunstwerke (kulturell gerade in früher Zeit aus dem Bereich der Schwulenszene). Das Heft finanzierte sich mit über Anzeigen und in den ersten Ausgaben durch eine Kontaktanzeigen-Beilage „Pin Pals“.
Das PFIQ war und ist wegen seiner offenen Darstellung von Genitalien, Intimschmuck und der Anleitung zum Piercen eine umstrittene Publikation. In einigen Ländern wurde das Heft als „obszön“ eingestuft und im Postversand konfisziert.
PFIQ erschien ausschließlich in englischer Sprache, wurde aber weltweit an Abonnenten verschickt und auch internationale Künstler und Persönlichkeiten wurden vorgestellt (so z. B. 1978 der Deutsche Horst Streckenbach).

## Sonstiges
- Im Jahr 1982 wurden in einem Bericht der PFIQ die Intimpiercings von Louie Rove, Vater des späteren Präsidentenberaters und Stabschefs des Weißen Hauses Karl Rove, präsentiert. Der Penis von Louie Rove erschien dabei auf der Titelseite.[1]